# Агам, Яаков
Яаков Агам, урожд. Яаков Гипштейн (иврит יעקב אגם, род. 11 мая 1928 г. Ришон-ле-Цион, Палестина, ныне Израиль) — современный израильский художник, один из создателей кинетического искусства.

## Жизнь и творчество
Я. Гипштейн родился в британской Палестине в семье раввина и каббалиста, глубоко верующего человека. В 1946—1949 годах он изучает искусство в Художественной школе Бецалель под руководством Мордехая Ардона. Продолжает своё образование в цюрихской Школе прикладного искусства у Иоганнеса Иттена — как и М.Ардон, приверженца немецкой конструктивистской школы Баухаус. В этот период Я.Агам находился под влиянием эстетико-математической теории искусства, разработанной Максом Биллем. В 1951 году художник приезжает в Париж и живёт там до сих пор. У него есть дочь и двое сыновей, одним из которых является фотограф Рон Агам. В Париже Я.Агам занимается в Мастерской абстрактного искусства (Atelier d’art abstrait) и в Академии де ла Гранд Шомьер. В 1953 году состоялась его первая персональная выставка в парижской галерее Кравен. В 1955 Я.Агам принимает участие в первой международной выставке кинетического искусства в галерее Дени Рене в Париже. В 1964 году он выставляется на международной выставке современного искусства documenta III в Касселе.
С начала 1950-х годов Я.Агам проявляет интерес к различным кинетическим, механическим элементам и возможности их использования при создании художественных произведений. Так возникли его работы звуковых и осязаемых картин, которые меняются от прикосновения, а также произведения, в которых соединены световые, звуковые и водные элементы (например, звуковой фонтан La Defense, в Париже, 1976). Художник в своих работах часто использует акриловые краски, открывающие большие возможности для передачи световых эффектов и прозрачности цвета.
Художник находится в постоянном поиске новых форм для художественного самовыражения, связывающих искусство и технику, форму и цвет. Он создаёт в стиле оп-арт рельефные, перфорированные, веерообразные полотна, позволяющие наблюдателю при изменении своей позиции открывать для себя постоянно в этих работах что-то новое, стать для себя «первооткрывателем» художественного произведения.

## Награды
- 1963 Премия «за творческий поиск в искусстве» на биеннале в Сан-Паулу
- 1970 Первая премия на международном фестивале живописи в Кань-сюр-Мер